# Sebt Azzinate
Sebt Azzinate  (in arabo سبت الزينات‎?) è un centro abitato e comune rurale del Marocco situato nella prefettura di Tangeri-Assila, regione di Tangeri-Tetouan-Al Hoceima. Conta una popolazione di 5 153 abitanti (censimento 2014).